# Quint Curci Rufus (cònsol)
Quint Curci Rufus (llatí: Quintus Curtius Rufus) va ser un magistrat romà del segle i.
Es diu que era el fill d'un gladiador que va seguir a un qüestor a l'Àfrica buscant aventures i guanys. Mentre era a Adrumentum va explicar que va veure una dona de mida sobrehumana que li va profetitzar que un dia visitaria Àfrica com a procònsol.
Animat per aquesta visió, va tornar a Roma, va ser qüestor i pretor en temps de Tiberi, més endavant va ser cònsol i va aconseguir un triomf, i per fi va ser nomenat propretor d'Àfrica tal com se li havia profetitzat.
Alguns autors suposen que va ser el pare de l'historiador Quint Curci Rufus. Si és cert, Curci Rufus hauria format part de la gens Cúrcia, una antiga gens romana d'origen patrici.